# Лазар Танев
Лазар Танев (на македонска литературна норма: Лазар Танев) е комунистически функционер, кмет на Скопие в 1944 - 1945 година.

## Биография
Роден е на 1 август 1884 в град Скопие, тогава в Османската империя. Става член на Комунистическата партия на Югославия и на Покрайненския комитет на ЮКП за Македония. След установяването на комунистическа власт във Вардарска Македония през есента на 1944 година е назначен за кмет на Скопие, като остава на поста до 1945 година.
Името му носи СУ „Лазар Танев“ (Скопие).